# George Gordon, 1.º Duque de Gordon
George Gordon, 1.º Duque de Gordon KT, PC (1643 – 7 de dezembro de 1716), conhecido como Marquês de Huntly de 1661 a 1684, foi um nobre escocês.
George Gordon, 4.º Marquês de Huntly, nasceu em 1643, filho de Lewis Gordon, 3.º Marquês de Huntly e Mary Grant. Ele foi originalmente chamado de Conde de Enzie até sua sucessão como Marquês em dezembro de 1653, quando tinha cerca de quatro anos de idade. O jovem marquês foi educado em um seminário católico na França, seguindo uma tradição da família Huntly. Em 1673, quando tinha 24 anos, ele entrou para o exército francês de Luís XIV e serviu sob o comando do famoso Marechal de Turenne antes de retornar à Escócia por volta de 1675.
Em outubro do ano seguinte, 1676, ele se casou com Lady Elizabeth Howard, a segunda filha de Henry Howard, 6.º Duque de Norfolk. No entanto, ele foi descrito pelo historiador Macky como alguém "feito para a companhia de damas, mas é cobiçoso, o que o eclipsa extremamente".  O casamento não foi totalmente bem-sucedido e o casal se separou alguns anos antes de sua morte.
Em 1 de novembro de 1684, George foi promovido de Marquês de Huntly, tornando-se o primeiro Duque de Gordon. Após a ascensão do católico Jaime VII em 1685, o duque foi nomeado um dos comissários de suprimentos, condestável do Castelo de Edimburgo, comissário do Tesouro escocês e cavaleiro fundador da Ordem do Cardo. O duque devia essas posições ao seu catolicismo. Nessa época, ele foi descrito como sendo "um libertino e um almofadinha, ele é católico romano porque foi criado assim, mas, de resto, pensa muito pouco na religião revelada". 
Após a Revolução Gloriosa e a queda de Jaime VII, o Duque defendeu o Castelo de Edimburgo contra os protestantes convencionalistas. No entanto, ele é lembrado por ter "vacilado em sua defesa" e acabou rendendo o Castelo em 14 de junho de 1689. Como resultado de suas ações em Edimburgo, ele foi recebido com certa frieza pelo Rei Jaime em sua residência no exílio, o Castelo de Saint-Germain-en-Laye, perto de Paris. Ao retornar à Escócia, ele foi colocado em liberdade condicional. Pouco depois disso, sua duquesa o deixou e se retirou para um convento em Flandres. O duque recuperou temporariamente o favor com a ascensão da Rainha Ana em 1702 e foi reconhecido por ela como Cavaleiro do Cardo-sete quando ela reviveu a Ordem em 31 de dezembro de 1703.
Em março de 1707, ele foi preso junto com outros lordes jacobitas e confinado no Castelo de Edimburgo por estar implicado na invasão jacobita abortada. Para a sofrida duquesa, essa foi a gota d'água, e ela obteve uma escritura de separação do marido. O historiador Macky, em seu livro Personagens, observou o duque e disse que "ele tem muitos elos, mas eles não formam uma corrente completa; é certamente um cavalheiro muito fino e entende de conversação e das belas letras; é bem-educado. Ele é bonito e mais alto do que o tamanho normal; magro, veste-se bem; mas é um tanto refinado, assemelhando-se aos franceses". 
O duque morreu em sua residência na Cidadela em North Leith, em 7 de dezembro de 1716.  A duquesa retornou à Escócia após a morte dele e residiu em Abbey Hill, em Edimburgo, até sua morte em julho de 1732. Assim como seu marido, ela foi enterrada na Catedral de Elgin.

## Família
O duque se casou com Lady Elizabeth Howard, filha de Henry Howard, 6.º Duque de Norfolk e com ela teve dois filhos:
- Alexander Gordon, 2.º Duque de Gordon (ca. 1678 – 1728)
- Lady Jane Gordon (ca. 1691 – 1773), casou-se com James Drummond, 2.º Duque de Perth e teve filhos. [5]

## Links externos
- «Gordon, George (1643-1716)». Dictionary of National Biography. Londres: Smith, Elder & Co. 1885–1900